# Rana multidenticulata
Rana multidenticulata е вид земноводно от семейство Водни жаби (Ranidae).

## Разпространение
Видът е разпространен в Провинции в КНР и Тайван.